# Frits Boss
Frits Boss (Hoogezand-Sappemeer, 16 december 1943) is een Nederlandse oud-atleet, die zich had gespecialiseerd in de sprint. 

## Loopbaan
Als 17-jarige, en nog junior, nam Boss in 1961 deel aan de Nederlandse kampioenschappen in Vlaardingen en won hij zeer verrassend de 100 en 200 m sprint. In 1962 werd hij bij de NK in Amsterdam tweede op de 100 m en eerste op de 200 m. In 1961 (Rotterdam) en 1962 (Delft) werd hij nationaal kampioen bij de junioren op de 100 m. 
Boss nam 11 keer deel aan een (jeugd)interland wedstrijd. In 1962 werd hij in Groningen onderscheiden met de Th.W. Bus beker.
Geelzucht maakte eind 1963 een abrupt einde aan zijn loopbaan en droom om geselecteerd te worden voor de Olympische Spelen in Tokio in 1964. Frits Boss was lid van de atletiekvereniging AVG'26 in Groningen.